# Temple of Rock
Temple of Rock es el primer álbum de estudio de la banda Michael Schenker's Temple of Rock, publicado el 23 de septiembre de 2011 en Europa por el sello Inakustic, el 7 de septiembre en el mercado japonés por King Records y el 11 de octubre para Norteamérica. Originalmente iba a ser lanzado como un nuevo disco de Michael Schenker Group, sin embargo, se prefirió publicarlo como álbum de Michael Schenker's Temple of Rock, nuevo proyecto musical fundado por el guitarrista junto con exmiembros de Scorpions.
El disco cuenta con destacados artistas del hard rock y del heavy metal como su hermano Rudolf Schenker, Neil Murray y Carmine Appice, entre otros. Cabe mencionar que en la primera canción aparece la voz de William Shatner, dando la bienvenida al disco, mientras que en «How Long (3 Generations Guitar Battle Version)» participa además de Michael, los guitarristas Leslie West de Mountain y Michael Amott de Arch Enemy.

## Lista de canciones
Todas las canciones escritas por Michael Schenker y Michael Voss, a menos que se indique lo contrario.

| N.º | Título                                           | Escritor(es)            | Duración |  |
| 1.  | «Intro»                                          |                         | 1:12     |  |
| 2.  | «How Long»                                       |                         | 3:56     |  |
| 3.  | «Fallen Angel»                                   |                         | 4:10     |  |
| 4.  | «Hangin' On»                                     |                         | 4:01     |  |
| 5.  | «The End of An Era»                              |                         | 3:57     |  |
| 6.  | «Miss Claustrophobis»                            |                         | 4:47     |  |
| 7.  | «With You»                                       | Schenker                | 4:45     |  |
| 8.  | «Before The Devil Knows You're Dead»             | Schenker, Doogie White  | 4:39     |  |
| 9.  | «Storming In»                                    |                         | 4:43     |  |
| 10. | «Scene of Crime»                                 |                         | 3:56     |  |
| 11. | «Saturday Night»                                 |                         | 3:28     |  |
| 12. | «Lover´s Sinfony»                                | Schenker, Robin McAuley | 4:16     |  |
| 13. | «Speed»                                          |                         | 4:11     |  |
| 14. | «How Long (3 Generations Guitar Battle Version)» |                         | 3:56     |  |

| Pista adicional solo para Japón |            |          |  |
| N.º                             | Título     | Duración |  |
| 15.                             | «Remember» | 2:32     |  |

## Músicos
- Michael Voss: voz
- Michael Schenker: guitarra líder
- Wayne Findlay: teclados y guitarra rítmica
- Pete Way: bajo
- Herman Rarebell: batería

### Artistas invitados
| Vocalistas - William Shatner - pista uno - Doogie White - pista ocho - Robin McAuley - pista doce Guitarristas - Rudolf Schenker - pistas cuatro y siete - Michael Amott - pista catorce - Leslie West - pista catorce Teclistas - Don Airey - pista cinco - Paul Raymond - pistas cuatro y siete | Bajistas - Neil Murray - pistas dos y catorce - Chris Glen - pistas nueve y trece - Elliot Rubinson - pistas cuatro, ocho y quince Bateristas - Simon Phillips - pistas dos y catorce - Carmine Appice - pistas cinco y quince - Chris Slade - pistas nueve y trece - Brian Tichy - pista ocho |